# Quintette pour piano et vents de Rimski-Korsakov
Pour les articles homonymes, voir Quintette pour piano et vents.
Le Quintette pour piano et vents en si bémol majeur est un quintette pour piano, flûte, clarinette, cor et basson du compositeur russe Nikolaï Rimski-Korsakov.

## Histoire
Composé en 1876 pour être joué à un concours, le Quintette est créé à la Société de musique de chambre de Saint-Pétersbourg.

## Analyse de l'œuvre
1. Allegro con brio à quatre temps (noté ) : dans le style classique beethovénien.
2. Andante à 
 : Fugato aux vents accompagné par un piano rhapsodique.
3. Rondo. Allegretto à 
, les dernières mesures Vivace : la flûte, le cor et la clarinette se livrent à des cadences virtuoses interrompues à chaque fois par le basson en sauts d'octave. La cadence du piano précède la réexposition du premier thème.

- Durée d'exécution : 28 min.

## Source
- François-René Tranchefort (direction), Guide de la musique de chambre, Paris, Fayard, coll. « Les indispensables de la musique », 1998 (1re éd. 1986), 994 p. (ISBN 2-213-02403-0), p. 740.